# 송산면 (화성시)
송산면(松山面)은 대한민국 경기도 화성시에 위치한 면이다.

## 개요
송산면은 화성시 남부면 남양반도에 위치해 있고, 시화권역에 속하며, 서해안과 인접하여 삼면이 바다로 둘러싸여 있었으나, 시화방조제 준공으로 내륙지역이 되었다.

## 행정 구역
| 법정리 | 한자명 | 행정리           | 비고                       |
| ------ | ------ | ---------------- | -------------------------- |
| 사강리 | 沙江里 | 사강1리~사강4리  |                            |
| 봉가리 | 鳳歌里 | 봉가1리, 봉가2리 |                            |
| 삼존리 | 三尊里 | 삼존1리~삼존3리  | 송산면 행정복지센터 소재지 |
| 용포리 | 龍浦里 | 용포1리, 용포2리 |                            |
| 고정리 | 古井里 | 고정1리~고정4리  |                            |
| 쌍정리 | 雙井里 | 쌍정1리, 쌍정2리 |                            |
| 천등리 | 天燈里 | 천등1리~천등3리  |                            |
| 신천리 | 新天里 | 신천리           |                            |
| 독지리 | 禿旨里 | 독지1리~독지3리  |                            |
| 마산리 | 馬山里 | 마산1리, 마산2리 |                            |
| 고포리 | 古浦里 | 고포1리~고포4리  |                            |
| 지화리 | 芝花里 | 지화1리, 지화2리 |                            |
| 중송리 | 中松里 | 중송1리, 중송2리 |                            |
| 육일리 | 六一里 | 육일1리, 육일2리 |                            |
| 칠곡리 | 漆谷里 | 칠곡리           |                            |
| 15리   |        | 37행정리         |                            |

## 교육
- 송산초등학교
- 고정초등학교
  - 우음분교 (폐교) - 공룡로939번길 13 (고정리)
- 마산초등학교
- 송산중학교
- 송산고등학교

## 같이 보기
- 송산그린시티
- 새솔동
- 우음도